# 24999 Hieronymus
24999 Hieronymus este o planetă minoră (asteroid), cu un diametru de 3,845 km, din centura de asteroizi. A fost descoperită pe 24 iulie 1998 la Ondřejovská hvězdárna⁠(d) de Petr Pravec⁠(d) și a fost numită după Hieronymus Bosch. 
Obiectul prezintă o orbită caracterizată de o semiaxă mare de 2,5539819 UAi, o excentricitate de 0,18, o înclinație de 8,13134 ° în raport cu ecliptica.